# Cobeja
Cobeja – gmina w Hiszpanii, w prowincji Toledo, w Kastylii-La Mancha, o powierzchni 17,7 km². W 2011 roku gmina liczyła 2373 mieszkańców.